# Macropsyllidae
Macropsyllidae är en familj av loppor. Macropsyllidae ingår i överfamiljen Macropsylloidea, ordningen loppor, klassen egentliga insekter, fylumet leddjur och riket djur. Enligt Catalogue of Life omfattar familjen Macropsyllidae 3 arter. 
Macropsyllidae är enda familjen i överfamiljen Macropsylloidea.
Kladogram enligt Catalogue of Life:
| Macropsyllidae | \| \| Macropsylla \| \| \| \| \| \| Stephanopsylla \| \| \| \| |
|                | \| \| Macropsylla \| \| \| \| \| \| Stephanopsylla \| \| \| \| |
|                | Macropsylla                                                    |
|                |                                                                |
|                | Stephanopsylla                                                 |
|                |                                                                |